# Característica satèl·lit
Una característica satèl·lit (en anglès, Satellite Feature; abr. SF) és una caràcterística que comparteix el nom d'una característica associada. Per exemple, a la Lluna els cràters satèl·lits (cràters amb lletres) es classifiquen en la Gazetteer of Planetary Nomenclature de la Unió Astronòmica Internacional (UAI) com a «característiques del satèl·lit».

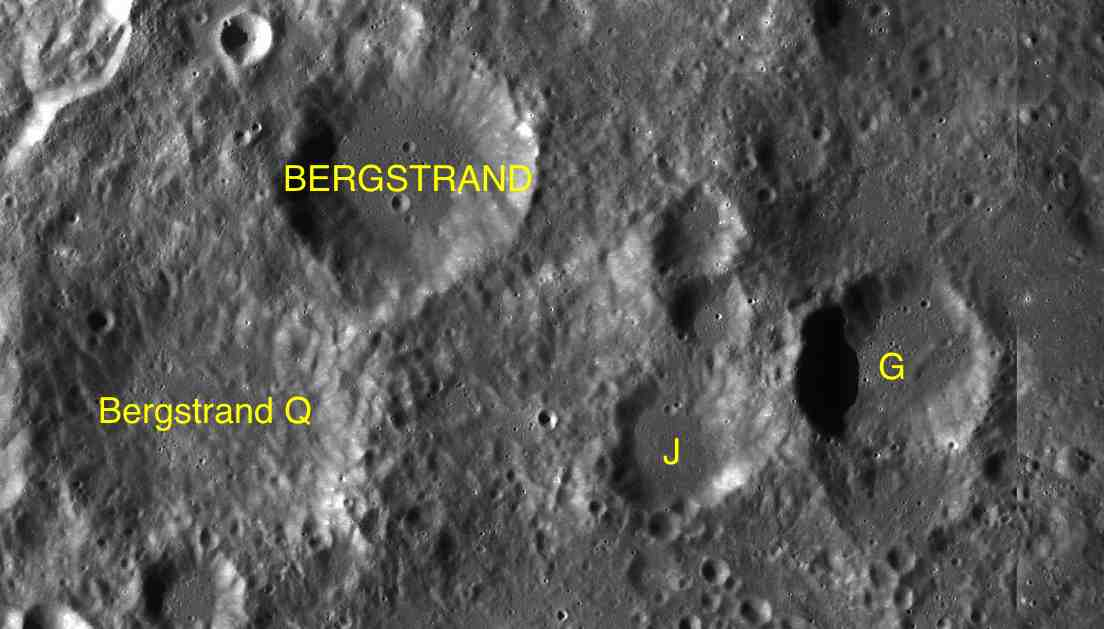
Els cràters satèl·lits del cràter lunar Bergstrand (G, J, Q) són característiques satèl·lit